# Krhovice
Krhovice (in tedesco Gurwitz) è un comune della Repubblica Ceca facente parte del distretto di Znojmo, in Moravia Meridionale.